# Trymetozyna
Trymetozyna (łac. trimetozinum) – organiczny związek chemiczny, podstawiona benzoilowa pochodna morfoliny. Związek o szybkim (występującym w 15 min. po podaniu doustnym) działaniu uspokajającym i przeciwlękowym. Nie powoduje senności, nie osłabia czynności intelektualnych oraz nie posiada działania miorelaksacyjnego. Wykazuje bardzo małą toksyczność, nie wywołuje uzależnienia.
Oryginalny, węgierski lek wprowadzony do lecznictwa w latach 50. XX wieku pod nazwą handlową Trioxazin przez firmę Egis Pharmaceuticals. Był stosowany również w polskim lecznictwie przez ponad 30 lat (do 2000 roku). Obecnie wytwarzany pod tą samą nazwą handlową przez nowego producenta.
Preparaty dostępne na świecie:
- Trioxazin

W Polsce preparat dostępny wyłącznie w trybie importu docelowego.